# Fair Company

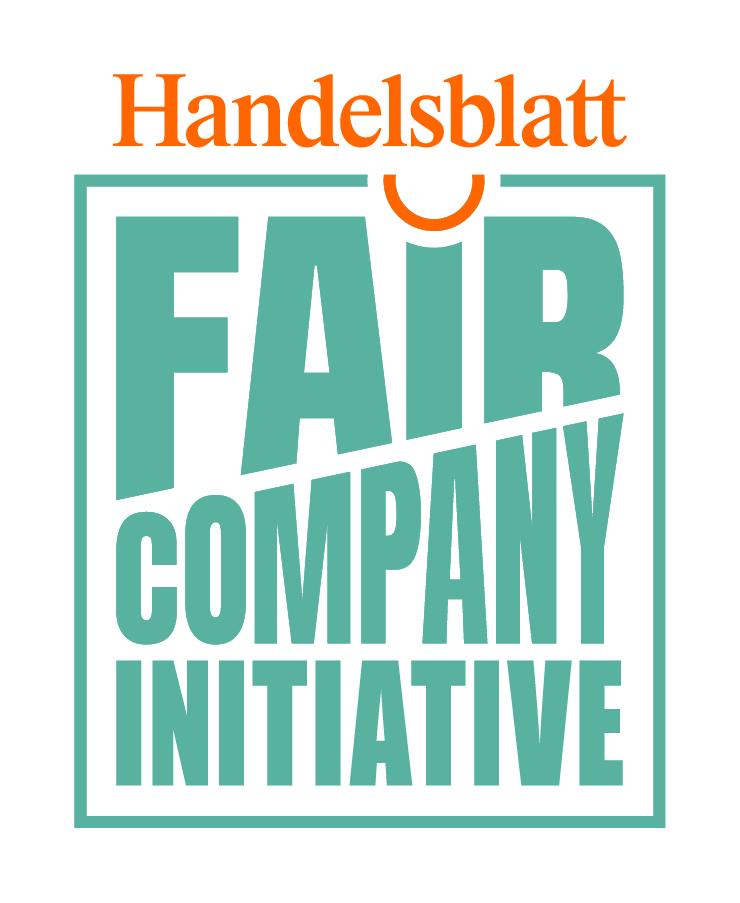
Das aktuelle Logo der Initiative (seit 2020)

Die Fair Company Initiative ist ein Netzwerk engagierter Unternehmen, die sich für Fairness in der Arbeitswelt einsetzen. Entwickelt wurde die Initiative vom Job- und Wirtschaftsmagazin Junge Karriere, das bis zu seiner Einstellung 12/2009 ein monatliches Magazin der Verlagsgruppe Handelsblatt war. Inzwischen wird die Initiative vom Handelsblatt weitergeführt und nimmt Unternehmen auf, die insbesondere Berufseinsteigern und Young Professionals faire Bedingungen bieten.

## Geschichte/Hintergrund
Im Herbst 2004 reagierte das damalige Magazin Junge Karriere auf die Schwierigkeiten der „Generation Praktikum“ am Arbeitsmarkt und gründete zusammen mit den ersten Mitgliedsunternehmen die Fair Company Initiative, um sich gegen die Ausbeutung des akademischen Nachwuchses zu stellen und für faire Bedingungen ab dem Berufsstart einzustehen. Im Jahr 2020 fand unter Federführung des Handelsblatts eine Neuausrichtung der Initiative statt. Fokusthemen der Initiative sind nicht mehr unbezahlte Praktika, sondern Fachkräftemangel, Nachwuchsgewinnung und ein Wandel hin zum „Bewerbermarkt“.

## Kriterien
Bis 2020 erfolgte die Mitgliedschaft über eine Selbstverpflichtung, mit der sich die Unternehmen zum Fair Company Regelwerk bekannten und dieses in der Praxis umsetzten. Das Regelwerk umfasste sechs verbindliche Kriterien zum Umgang mit Praktikanten. Um die Einhaltung der Regeln sicherzustellen, wurde durch die Fair Company Initiative regelmäßig das Feedback der Praktikanten eingeholt.

Das Logo der Initiative bis 2013

Seit 2020 beruht die Methodik auf einer Prüfung der Unternehmen, die vom Institut für Beschäftigung und Employability (IBE) der Hochschule Ludwigshafen als wissenschaftlicher Partner vorgenommen wird. Dabei erfolgt die Prüfung auf Basis eines eigens entwickelten Fragenkatalogs, der auf Analysen zum Thema Fairness, den Werten der Generation Y und Generation Z sowie den Erwartungen heutiger Berufseinsteiger sowie der Öffentlichkeit an einen fairen, attraktiven Arbeitgeber beruht. Bewertet werden u. a. Kriterien wie Arbeitsorganisation, Zusammenarbeit und Führung, Unternehmenskultur und Werte, das Engagement für Mitarbeitende, Diversity und Chancengleichheit, faires Verhalten im Markt, Corporate Social Responsibility und Nachhaltigkeit. Parallel zu der Zertifizierung können auch die Young Professionals – neben Praktikanten auch Trainees, Werkstudenten, Direkteinsteiger etc. – ihr Feedback geben.

## Teilnehmende Unternehmen
Zum Start der Initiative waren es 37 Unternehmen, die das Logo erhalten haben. Stand Juni 2021 gehörten der Fair Company Initiative rund 480 Mitgliedsunternehmen verschiedener Branchen und Größen an, vom Start-up über den Mittelstand bis zum DAX-Konzern.

## Organisation
Die Weiterentwicklung sowie Betreuung der Initiative und ihrer Mitglieder liegt bei der Handelsblatt Media Group mit Sitz in Düsseldorf.

## Veröffentlichungen
Einmal jährlich erscheint der FairCompany Guide als Beilage zum Handelsblatt. Das Magazin richtet sich mit Inhalten rund um den Berufseinstieg an die junge Zielgruppe und enthält eine Übersicht der aktuellen Mitgliedsunternehmen der Fair Company Initiative.

## Schirmherren
Die Schirmherrschaft übernahm bis 2013 der jeweilige amtierende Bundesminister für Arbeit und Soziales, respektive Bundesminister für Wirtschaft und Arbeit (2004–2005):
- Wolfgang Clement (bis 2005)
- Franz Müntefering (bis 2008)
- Olaf Scholz (bis 10/2009)
- Franz Josef Jung (10/2009 bis 11/2014)
- Ursula von der Leyen (11/2009 bis 12/2013)